# Племенски савез Јаматај
Јаматај (јап. 邪馬台国), једна од првих јапанских држава (народа Јајои) која се помиње у кинеским писаним изворима из 3. века. Извори наводе де се Јаматај састојао до 30 мањих држава и да је њиме владала краљица-свештеница по имену Химико, која је слала данак кинеском цару. Локација ове државе је предмет дискусије: неки верују да се налазила на северном Кјушуу, а други да је то само друго име за Јамато, прву јапанску државу коју је основала садашња царска династија (по предању 660. пре н.е, а по археолошким налазима тек око 350. н.е).

## Историја
Услед топографских особености које одликују Јапан (постојање мноштва острва, планински карактер саме земље...), логично је то што су се породице удруживале у велики број малих, али независних и само-довољних племена. Међу тим племенима, нека су била јача, способнија, развијенија и војничким путем су покорила остала. Наравно, у таквим већим заједницама, однос између самих племена био је различит. Неки су били повлашћени, али већина је плаћала данак, и њихове поглавице су признавале централну власт врховног владара. Сам владар, а и држава, морали су да буду признати од кинеског двора да би њихова власт била легитимна.
На челу првог таквог савеза била је жена - „Химико“ (卑弥呼), а име савеза било је Јаматај. Не зна се тачно где се налазио, на Кјушу или Хоншу. Присталице северног Кјушу мисле да је Јаматај био савез малих држава које су се налазиле на нивоу првобитне демократије, односно да је то био савез утицајних породица. Други сматрају да се Јаматај налазио југоисточно од Осаке и да је био деспотска држава по уређењу. Анализом имена владарке долазимо до њене социјалне улоге - „Хи“ је сунце, односно исходиште ватре, а „Мико“ значи шаманка. Она је имала религиозну функцију, а вероватно јој је брат помагао, односно вршио економске и војне функције. Племенски савез је успоставио везе са Кином и Корејом. Забележено је у летописима да је 238. године Химико поклонила кинеском цару робове, а он је њој доделио златни печат са пурпурном лентом, бисер, злато, бронзана огледала, свилене тканине, два мача и тепихе. После смрти Химико, наступа међуплеменски рат, и на власт долази ћерка Химико Ијо.
Ова организација се ипак не може сматрати правом државом, јер је она продукт класног друштва, које овде нису биле изражене. Међутим, значај племенског савеза се не оспорава, а то је почетна етапа стварања државе.